# Umburanas
Umburanas là một đô thị thuộc bang Bahia, Brasil. Đô thị này có diện tích 1812,741 km², dân số năm 2007 là 16036 người, mật độ 8,8 người/km².